# KVV Crossing Elewijt
El Koninklijke Voetbalvereniging Crossing Elewijt es un equipo de fútbol de Bélgica de la localidad de Elewijt en la provincia del Brabante Flamenco. Está afiliado a la Real Asociación Belga con la matrícula nº 55 y juega en la División 3, la quinta categoría de fútbol en el país.

## Historia
Crossing FC Ganshoren fue fundado en 1913 en Ganshoren, municipio en el noroeste de la Región de Bruselas-Capital. El club se unió a la Asociación de Fútbol y se le asignó la matrícula número 451. En su 25 aniversario en 1938, se convirtió en Royal Crossing FC Ganshoren. En 1942, durante la Segunda Guerra Mundial, subió a Promoción, que correspondía a la Tercera División, a partir de 1952 con la reforma de las competiciones pasó a Cuarta, donde el club jugó hasta 1959. Cambió de nombre en 1959 y se convirtió en Royal Crossing Club Molenbeek y se mudó a Molenbeek-Saint-Jean en Bruselas. Ese mismo año, el club ascendió de nuevo a Tercera División. Se iba mejorando año tras año y ganó su grupo tres temporadas después. Eso supuso el ascenso por primera vez en su historia a Segunda División en 1962. Siete años después en 1969 el club terminó segundo, con tantos puntos como el campeón AS Oostende.
El club se fusionó ese año con Royal Cercle Sportif de Schaerbeek, que había jugado varias temporadas de su historia en Segunda División, pero jugaba en Tercera y Cuarta División tras la Segunda Guerra Mundial. En 1966, este club volvió a caer a Cuarta y en 1968 descendió como penúltimo de su grupo de las divisiones nacionales. El club de fusión se llamó Royal Crossing Club de Schaerbeek y comenzó a jugar en Schaerbeek con la matrícula número 55 de Schaerbeek. La escuadra, apodada los Burros, tenía como colores el verde y el blanco. Debido a la segunda posición de Crossing, el club fusionado comenzó en 1969 en Primera División. Jugó cuatro temporadas en la máxima categoría, hasta que en 1973 acaba colista y desciende a Segunda. Tras esto vinieron años malos, dos temporadas en Segunda y en 1975 descenso a Tercera y en 1980 a Cuarta División. En 1983, el club terminó ignominiosamente colista en su serie, con solo 4 puntos (una victoria y dos empates) en 30 partidos y baja a Primera Provincial.
El club dejó el Crossing Stadium en 1983 y se mudó a Elewijt. Pasó a llamarse Royal Crossing Elewijt. Siguió jugando en la serie provincial superior, pero no logró llegar a la serie de ascenso nacional. Crossing Elewijt ganó la Copa de Brabante en 1988. En 1991 el club finalmente se fusionó con otro equipo de Elewijt, el VV Elewijt. VV Elewijt jugó en la serie provincial inferior y había logrado un lugar entre los 5 primeros en la Segunda Provincial como el punto culminante de una temporada. El club fusionado se llamó KVV Crossing Elewijt (abreviado KVVC Elewijt), pero cayó en la serie de fútbol provincial más baja. 
Estas últimas décadas ha estado compitiendo en las categorías provinciales, hasta que en la temporada 2021/22 ascendió a Primera Provincial.

## Palmarés
- Tercera División de Bélgica: 1

1962

## Temporada a temporada
| Temporada                                                                                              | División | División | División | División | División | División | División | División | Denominación                                          | Puntos                                                | Observaciones                                         |
| | I        | II       | P.II     | P.III    |          |          |          |          |                                                       |                                                       |                                                       |
| --- | -------- | -------- | -------- | -------- | -------- | -------- | -------- | -------- | ----------------------------------------------------- | ----------------------------------------------------- | ----------------------------------------------------- |
| como Crossing FC Ganshoren                                                                             |          |          |          |          |          |          |          |          |                                                       |                                                       |                                                       |
| 1925/26                                                                                                |          |          |          | 1        |          |          |          |          | 3e Prov. B Brab.                                      | 33                                                    |                                                       |
| | I        | II       | III      | P.II     | P.III    |          |          |          | desde 1926/27 hay 3 niveles nacionales                | desde 1926/27 hay 3 niveles nacionales                | desde 1926/27 hay 3 niveles nacionales                |
| 1926/27                                                                                                |          |          |          | 4        |          |          |          |          | 2e Prov. Brab.                                        | 28                                                    |                                                       |
| 1927/28                                                                                                |          |          |          | 1        |          |          |          |          | 2e Prov. Brab.                                        | 33                                                    |                                                       |
| 1928/29                                                                                                |          |          |          | 6        |          |          |          |          | 2e Prov. Brab.                                        | 23                                                    |                                                       |
| 1929/30                                                                                                |          |          |          | 5        |          |          |          |          | 2e Prov. Brab.                                        | 26                                                    |                                                       |
| 1930/31                                                                                                |          |          |          | 6        |          |          |          |          | 2e Prov. Brab.                                        | 24                                                    |                                                       |
| 1931/32                                                                                                |          |          |          | 7        |          |          |          |          | 2e Prov. Brab.                                        | 29                                                    |                                                       |
| 1932/33                                                                                                |          |          |          | ?        |          |          |          |          | 2e Prov. Brab.                                        | ?                                                     |                                                       |
| 1933/34                                                                                                |          |          |          | 7        |          |          |          |          | 2e Prov. Brab.                                        | 27                                                    |                                                       |
| 1934/35                                                                                                |          |          |          | 7        |          |          |          |          | 2e Prov. Brab.                                        | 27                                                    |                                                       |
| 1935/36                                                                                                |          |          |          | 14       |          |          |          |          | 2e Prov. Brab.                                        | 17                                                    |                                                       |
| 1936/37                                                                                                |          |          |          | 8        |          |          |          |          | 2e Prov. Brab.                                        | 28                                                    |                                                       |
| 1937/38                                                                                                |          |          |          | 5        |          |          |          |          | 2e Prov. Brab.                                        | 31                                                    |                                                       |
| como Royal Crossing FC Ganshoren                                                                       |          |          |          |          |          |          |          |          |                                                       |                                                       |                                                       |
| 1938/39                                                                                                |          |          |          | 11       |          |          |          |          | 2e Prov. Brab.                                        | 19                                                    |                                                       |
| 1939/40                                                                                                |          |          |          | 1        |          |          |          |          | 2e Prov. Brab.                                        | 18                                                    |                                                       |
| 1940/41                                                                                                |          |          |          | 5        |          |          |          |          | 2e Prov. Brab.                                        | 12                                                    |                                                       |
| 1941/42                                                                                                |          |          |          | 1        |          |          |          |          | 2e Prov. Brab.                                        | 38                                                    |                                                       |
| 1942/43                                                                                                |          |          | 13       |          |          |          |          |          | Tercera D                                             | 21                                                    |                                                       |
| 1943/44                                                                                                |          |          | 12       |          |          |          |          |          | Tercera A                                             | 18                                                    |                                                       |
| 1944/45                                                                                                |          |          |          |          |          |          |          |          |                                                       |                                                       | sin competición por la II Guerra Mundial              |
| 1945/46                                                                                                |          |          | 10       |          |          |          |          |          | Tercera C                                             | 35                                                    |                                                       |
| 1946/47                                                                                                |          |          | 7        |          |          |          |          |          | Tercera B                                             | 38                                                    |                                                       |
| 1947/48                                                                                                |          |          | 9        |          |          |          |          |          | Tercera B                                             | 30                                                    |                                                       |
| 1948/49                                                                                                |          |          | 13       |          |          |          |          |          | Tercera A                                             | 22                                                    |                                                       |
| 1949/50                                                                                                |          |          | 10       |          |          |          |          |          | Tercera C                                             | 29                                                    |                                                       |
| 1950/51                                                                                                |          |          | 11       |          |          |          |          |          | Tercera A                                             | 29                                                    |                                                       |
| 1951/52                                                                                                |          |          | 6        |          |          |          |          |          | Tercera A                                             | 34                                                    | descenso por reforma de las competicones              |
| | I        | II       | III      | IV       | P.I      | P.II     | P.III    | P.IV     | desde 1952/53 hay 4 niveles nacionales                | desde 1952/53 hay 4 niveles nacionales                | desde 1952/53 hay 4 niveles nacionales                |
| 1952/53                                                                                                |          |          |          | 4        |          |          |          |          | Cuarta B                                              | 36                                                    |                                                       |
| 1953/54                                                                                                |          |          |          | 8        |          |          |          |          | Cuarta C                                              | 29                                                    |                                                       |
| 1954/55                                                                                                |          |          |          | 2        |          |          |          |          | Cuarta B                                              | 39                                                    |                                                       |
| 1955/56                                                                                                |          |          |          | 3        |          |          |          |          | Cuarta C                                              | 37                                                    |                                                       |
| 1956/57                                                                                                |          |          |          | 2        |          |          |          |          | Cuarta B                                              | 45                                                    |                                                       |
| 1957/58                                                                                                |          |          |          | 7        |          |          |          |          | Cuarta B                                              | 34                                                    |                                                       |
| 1958/59                                                                                                |          |          |          | 1        |          |          |          |          | Cuarta A                                              | 43                                                    |                                                       |
| como Royal Crossing Club Molenbeek                                                                     |          |          |          |          |          |          |          |          |                                                       |                                                       |                                                       |
| 1959/60                                                                                                |          |          | 5        |          |          |          |          |          | Tercera A                                             | 37                                                    |                                                       |
| 1960/61                                                                                                |          |          | 3        |          |          |          |          |          | Tercera B                                             | 36                                                    |                                                       |
| 1961/62                                                                                                |          |          | 1        |          |          |          |          |          | Tercera B                                             | 44                                                    |                                                       |
| 1962/63                                                                                                |          | 5        |          |          |          |          |          |          | Segunda                                               | 35                                                    |                                                       |
| 1963/64                                                                                                |          | 13       |          |          |          |          |          |          | Segunda                                               | 26                                                    |                                                       |
| 1964/65                                                                                                |          | 7        |          |          |          |          |          |          | Segunda                                               | 31                                                    |                                                       |
| 1965/66                                                                                                |          | 9        |          |          |          |          |          |          | Segunda                                               | 29                                                    |                                                       |
| 1966/67                                                                                                |          | 3        |          |          |          |          |          |          | Segunda                                               | 39                                                    |                                                       |
| 1967/68                                                                                                |          | 13       |          |          |          |          |          |          | Segunda                                               | 23                                                    |                                                       |
| 1968/69                                                                                                |          | 2        |          |          |          |          |          |          | Segunda                                               | 41                                                    |                                                       |
| como Royal Crossing Club de Schaerbeek (fusión de Royal Crossing Club Molenbeek con RCS de Schaerbeek) |          |          |          |          |          |          |          |          |                                                       |                                                       |                                                       |
| 1969/70                                                                                                | 13       |          |          |          |          |          |          |          | Primera                                               | 23                                                    |                                                       |
| 1970/71                                                                                                | 12       |          |          |          |          |          |          |          | Primera                                               | 24                                                    |                                                       |
| 1971/72                                                                                                | 14       |          |          |          |          |          |          |          | Primera                                               | 24                                                    |                                                       |
| 1972/73                                                                                                | 16       |          |          |          |          |          |          |          | Primera                                               | 13                                                    |                                                       |
| 1973/74                                                                                                |          | 12       |          |          |          |          |          |          | Segunda                                               | 26                                                    |                                                       |
| 1974/75                                                                                                |          | 16       |          |          |          |          |          |          | Segunda                                               | 16                                                    |                                                       |
| 1975/76                                                                                                |          |          | 3        |          |          |          |          |          | Tercera A                                             | 34                                                    |                                                       |
| 1976/77                                                                                                |          |          | 4        |          |          |          |          |          | Tercera A                                             | 33                                                    |                                                       |
| 1977/78                                                                                                |          |          | 10       |          |          |          |          |          | Tercera B                                             | 29                                                    |                                                       |
| 1978/79                                                                                                |          |          | 3        |          |          |          |          |          | Tercera A                                             | 38                                                    |                                                       |
| 1979/80                                                                                                |          |          | 16       |          |          |          |          |          | Tercera B                                             | 14                                                    |                                                       |
| 1980/81                                                                                                |          |          |          | 5        |          |          |          |          | Cuarta B                                              | 30                                                    |                                                       |
| 1981/82                                                                                                |          |          |          | 9        |          |          |          |          | Cuarta B                                              | 29                                                    |                                                       |
| 1982/83                                                                                                |          |          |          | 16       |          |          |          |          | Cuarta B                                              | 4                                                     |                                                       |
| como Royal Crossing Elewijt                                                                            |          |          |          |          |          |          |          |          |                                                       |                                                       |                                                       |
| | I        | II       | III      | IV       | P.I      | P.II     | P.III    | P.IV     |                                                       |                                                       |                                                       |
| 1983/84                                                                                                |          |          |          |          | 14       |          |          |          | 1e Prov. Brab.                                        | 24                                                    |                                                       |
| 1984/85                                                                                                |          |          |          |          |          | 3        |          |          | 2e Prov. C Brab.                                      | 45                                                    |                                                       |
| 1985/86                                                                                                |          |          |          |          |          | 1        |          |          | 2e Prov. C Brab.                                      | 43                                                    |                                                       |
| 1986/87                                                                                                |          |          |          |          | 4        |          |          |          | 1e Prov. Brab.                                        | 38                                                    |                                                       |
| 1987/88                                                                                                |          |          |          |          | 4        |          |          |          | 1e Prov. Brab.                                        | 37                                                    |                                                       |
| 1988/89                                                                                                |          |          |          |          | 10       |          |          |          | 1e Prov. Brab.                                        | 28                                                    |                                                       |
| 1989/90                                                                                                |          |          |          |          | 10       |          |          |          | 1e Prov. Brab.                                        | 28                                                    |                                                       |
| 1990/91                                                                                                |          |          |          |          | 14       |          |          |          | 1e Prov. Brab.                                        | 24                                                    |                                                       |
| como Koninklijke Crossing Voetbalvereniging Elewijt (fusión de Crossing Elewijt con VV Elewijt)        |          |          |          |          |          |          |          |          |                                                       |                                                       |                                                       |
| | I        | II       | III      | IV       | P.I      | P.II     | P.III    | P.IV     |                                                       |                                                       |                                                       |
| 1991/92                                                                                                |          |          |          |          |          | 15       |          |          | 2e Prov. C Brab.                                      | 22                                                    |                                                       |
| 1992/93                                                                                                |          |          |          |          |          |          | 14       |          | 3e Prov. E Brab.                                      | 21                                                    |                                                       |
| 1993/94                                                                                                |          |          |          |          |          |          | 16       |          | 3e Prov. E Brab.                                      | 3                                                     |                                                       |
| 1994/95                                                                                                |          |          |          |          |          |          |          | 3        | 4e Prov. E Brab.                                      | 38                                                    |                                                       |
| 1995/96                                                                                                |          |          |          |          |          |          |          | 7        | 4e Prov. E Brab.                                      | 51                                                    |                                                       |
| 1996/97                                                                                                |          |          |          |          |          |          |          | 13       | 4e Prov. E Brab.                                      | 28                                                    |                                                       |
| 1997/98                                                                                                |          |          |          |          |          |          |          | 16       | 4e Prov. E Brab.                                      | 4                                                     |                                                       |
| 1998/99                                                                                                |          |          |          |          |          |          |          | 14       | 4e Prov. H Brab.                                      | 22                                                    |                                                       |
| 1999/00                                                                                                |          |          |          |          |          |          |          | 7        | 4e Prov. E Brab.                                      | 42                                                    |                                                       |
| 2000/01                                                                                                |          |          |          |          |          |          |          | 2        | 4e Prov. H Brab.                                      | 55                                                    |                                                       |
| 2001/02                                                                                                |          |          |          |          |          |          | 16       |          | 3e Prov. E Brab.                                      | 16                                                    |                                                       |
| 2002/03                                                                                                |          |          |          |          |          |          |          | 8        | 4e Prov. D Brab.                                      | 46                                                    |                                                       |
| 2003/04                                                                                                |          |          |          |          |          |          |          | 6        | 4e Prov. E Brab.                                      | 46                                                    |                                                       |
| 2004/05                                                                                                |          |          |          |          |          |          |          | 10       | 4e Prov. D Brab.                                      | 35                                                    |                                                       |
| 2005/06                                                                                                |          |          |          |          |          |          |          | 5        | 4e Prov. D Brab.                                      | 44                                                    |                                                       |
| 2006/07                                                                                                |          |          |          |          |          |          |          | 6        | 4e Prov. D Brab.                                      | 54                                                    |                                                       |
| 2007/08                                                                                                |          |          |          |          |          |          |          | 3        | 4e Prov. G Brab.                                      | 59                                                    |                                                       |
| 2008/09                                                                                                |          |          |          |          |          |          |          | 2        | 4e Prov. G Brab.                                      | 72                                                    |                                                       |
| 2009/10                                                                                                |          |          |          |          |          |          | 13       |          | 3e Prov. E Brab.                                      | 30                                                    |                                                       |
| 2010/11                                                                                                |          |          |          |          |          |          | 15       |          | 3e Prov. E Brab.                                      | 18                                                    |                                                       |
| 2011/12                                                                                                |          |          |          |          |          |          |          | 1        | 4e Prov. G Brab.                                      | 72                                                    |                                                       |
| 2012/13                                                                                                |          |          |          |          |          |          | 10       |          | 3e Prov. E Brab.                                      | 39                                                    |                                                       |
| 2013/14                                                                                                |          |          |          |          |          |          | 10       |          | 3e Prov. E Brab.                                      | 37                                                    |                                                       |
| 2014/15                                                                                                |          |          |          |          |          |          | 7        |          | 3e Prov. E Brab.                                      | 42                                                    |                                                       |
| 2015/16                                                                                                |          |          |          |          |          |          | 13       |          | 3e Prov. D Brab.                                      | 29                                                    |                                                       |
| | 1A       | 1B       | 1Am      | 2Am      | 3Am      | P.I      | P.II     | P.III    | desde 2016-17 hay 3 niveles nacionales y 2 regionales | desde 2016-17 hay 3 niveles nacionales y 2 regionales | desde 2016-17 hay 3 niveles nacionales y 2 regionales |
| 2016/17                                                                                                |          |          |          |          |          |          |          | 13       | 3e Prov. B Brab.                                      | 37                                                    |                                                       |
| 2017/18                                                                                                |          |          |          |          |          |          |          | 7        | 3e Prov C Brab.                                       | 41                                                    |                                                       |
| 2018/19                                                                                                |          |          |          |          |          |          |          | 1        | 3e Prov C Brab.                                       | 79                                                    |                                                       |
| 2019/20                                                                                                |          |          |          |          |          |          | 7        |          | 2e Prov A Brab.                                       | 37                                                    | competición cancelada por COVID-19                    |
| 2020/21                                                                                                |          |          |          |          |          |          | –        |          | 2e Prov A Brab.                                       | –                                                     | competición suspendida por COVID-19                   |
| 2021/22                                                                                                |          |          |          |          |          |          | 2        |          | 2e Prov A Brab.                                       | 66                                                    | ascenso ronda final                                   |
| 2022/23                                                                                                |          |          |          |          |          | 9        |          |          | 1e Prov Brab.                                         | 37                                                    |                                                       |
| 2023/24                                                                                                |          |          |          |          |          | 4        |          |          | 1e Prov Brab.                                         | 51                                                    |                                                       |
| 2024/25                                                                                                |          |          |          |          |          | 1        |          |          | 1e Prov Brab.                                         | 58                                                    | ascenso                                               |

## Jugadores

### Jugadores destacados
| - Roger Claessen - Rik Coppens - Emilio Ferrera - Manu Ferrera | - Georges Leekens - Guido Mallants - Josef Masopust - Jos Smolders |